# Comité de acción política
Un comité de acción política (en inglés: political action committee; PAC) es el nombre comúnmente utilizado en los Estados Unidos, para designar con independencia de su tamaño, a una organización privada que tiene el propósito de ayudar o interferir en las elecciones y alentar o desanimar la adopción de ciertas leyes. 
Las condiciones que determinan si una organización se considera como un PAC, son establecidas por las leyes estatales y federales. Bajo la ley de las campañas electorales federales (Ley Federal de Campañas Electorales), una organización recibe la condición de "comité político" si recibe subvenciones o si sus gastos ascienden a más de 1.000 dólares estadounidenses, todo ello con el fin de influir en una elección federal. Cuando un grupo de presión quiere involucrarse directamente con el electorado, se crea un comité de acción política. Este PAC recauda y recibe dinero de los miembros del grupo de presión, lo que permite favorecer los intereses de este grupo particular y contribuir financieramente en las campañas políticas de los diferentes candidatos.